# Skriðufjall (berg i Island, Austurland)
Skriðufjall är ett berg i republiken Island. Det ligger i regionen Austurland, 400 km öster om huvudstaden Reykjavík. Toppen på Skriðufjall är 965 meter över havet.
Närmaste större samhälle är Djúpivogur, omkring 15 kilometer söder om Skriðufjall. Trakten runt Skriðufjall består i huvudsak av gräsmarker.